# Mat (film fra 1955)
 For alternative betydninger, se Mat. (Se også artikler, som begynder med Mat)
Mat (russisk: Мать, dansk: Mor) er en sovjetisk spillefilm fra 1955 instrueret af Mark Donskoj.
Filmen er et revolutionsdrama baseret på romanen af samme navn skrevet af Maksim Gorkij fra 1906. Filmen deltog i konkurrencen ved Filmfestivalen i Cannes i 1956.

## Handling
Pelageja Nilovna Vlasova (spillet af Vera Maretskaja) observerer hendes søn Pavels (spillet af Aleksej Batalov) revolutionære aktiviteter og indser gradvist den fulde betydning af de ændringer, der finder sted. Chokeret over fængslingen af Pavel slutter Vlasova sig til den revolutionære bevægelse ...